# 贝内迪克特·杜达
贝内迪克特·杜达（德語：Benedikt Duda，1994年4月4日—），生于古默斯巴赫，德国男子乒乓球运动员，2003年开始从事乒乓球运动。他曾获得2019年和2021年欧洲乒乓球锦标赛男子团体冠军。